# Svedjetjärnen (Hässjö socken, Medelpad)
Svedjetjärnen är en sjö i Timrå kommun i Medelpad och ingår i Gådeån-Indalsälvens kustområde.